# Mweka (territorium)
Mweka är ett territorium i Kongo-Kinshasa. Det ligger i provinsen Kasaï, i den centrala delen av landet, 700 km öster om huvudstaden Kinshasa. Arean är 20 155 kvadratkilometer. Mweka ligger också i kungariket Kuba, vars huvudstad är Nsheng.
Territoriets administrativa centrum är staden Mweka, som ligger vid Kasaijärnvägen mellan Kananga (250 kilometer bort) och hamnstaden vid Kasaifloden Ilebo (172 kilometer bort).
Mwekas Cathédrale Saint-Martin är säte för Mwekas romersk-katolska biskopsdöme.
Mwekas flygplats ligger nära orten Mweka.

## Geografi
Terrängen i Mweka är kuperad västerut, men österut är den platt.
I omgivningarna runt Mweka växer i huvudsak städsegrön lövskog.